# Le Fils Cardinaud
Le Fils Cardinaud est un roman de Georges Simenon publié en 1942. Il fait partie de la série des « romans durs » de son auteur.

## Résumé
Ce jour-là, Hubert Cardinaud retourne chez lui avec son petit garçon, après avoir acheté, comme chaque dimanche après la messe, le gâteau du dessert. À son grand étonnement, sa femme Marthe n'est pas à la maison. Après des recherches dans l'entourage, force lui est de reconnaître qu'elle s'est enfuie avec les économies du ménage, après avoir pris soin de confier son bébé à une voisine. Aussitôt, Cardinaud décide de retrouver sa femme et de la ramener coûte que coûte chez lui. Il obtient un congé de son employeur afin de poursuivre méthodiquement ses recherches. Celles-ci lui feront découvrir le monde du mal, de la vulgarité, de l'égoïsme, duquel sa condition l'avait toujours tenu éloigné. 
Au cours de ce calvaire, il apprend que sa femme est partie avec un mauvais sujet, Mimile, « le fils à Titane », du Petit Bar vert. Une canaille de l'endroit, qui a eu de nombreux démêlés avec Mimile, le recherche aussi, mais pour le supprimer : c'est lui qui fournit une nouvelle piste à Cardinaud. Ce dernier découvre Mimile le premier et n'hésite pas à le prévenir du danger qu'il court — ce qui ne l'empêchera d'ailleurs pas de se faire poignarder plus tard. Marthe, délaissée par son séducteur, retrouve un mari qui n'a pas cessé de l'aimer. Passablement indifférente, elle reprend, en compagnie de ce dernier, le chemin de la maison, la vie conjugale et le rôti du dimanche.

## Aspects particuliers du roman
Le récit, qui se déroule d’un dimanche à l’autre, est centré sur le drame d’un homme que l’éducation religieuse et un sens moral profond conduisent à une sorte d’héroïsme candide. Élevé dans un milieu modeste, supérieur à la condition de ses frères, le fils Cardinaud « fait ce qu’il doit faire, tout seul ». Sa persévérance courageuse, parmi l’incompréhension des uns et la commisération des autres, sera-t-elle vraiment récompensée ? Le roman met à nu l’incommunicabilité entre deux êtres qui ignorent qu’ils sont fondamentalement différents.  

## Fiche signalétique de l'ouvrage

### Cadre spatio-temporel

#### Espace
Les Sables-d’Olonne et les environs. 

#### Temps
Époque contemporaine.

### Les personnages

#### Personnage principal
Hubert Cardinaud. Employé d’assurances. Marié, deux enfants. 32 ans.

#### Autres personnages
- Marthe, épouse de Hubert
- Émile Chitard, dit Mimile, professionnel du vice.

## Éditions
- Édition originale : Gallimard, 1942
- Tout Simenon, tome 23, Omnibus, 2003  (ISBN 978-2-258-06108-8)
- Folio Policier n° 339, 2004  (ISBN 978-2-07-031616-8)
- Romans durs, tome 5, Omnibus, 2012  (ISBN 978-2-258-09359-1)
- Romans durs, tome 5, Omnibus, 2023  (ISBN 978-2-258-20262-7)

## Adaptations

### Au cinéma
- 1956 : Le Sang à la tête, film français réalisé par Gilles Grangier, adaptation du roman Le Fils Cardinaud de Simenon, avec comme principaux interprètes, Jean Gabin, Renée Faure et Paul Frankeur.

### À la télévision
- 1987 : Le Fils Cardinaud, épisode 5 de la série télévisée française L'Heure Simenon, réalisé par Gérard Mordillat, avec Jean-Pierre Bisson et Caroline Silhol.
- 2005 : La Tête haute, téléfilm français réalisé par Gérard Jourd'hui, adaptation du roman Le Fils Cardinaud, avec Eddy Mitchell et Anna Galiena.

## Source
- Maurice Piron, Michel Lemoine, L'Univers de Simenon, guide des romans et nouvelles (1931-1972) de Georges Simenon, Presses de la Cité, 1983, p. 112-113  (ISBN 978-2-258-01152-6)